# Erythrura papuana
Erythrura papuana là một loài chim trong họ Estrildidae.